# Пожун (Озаль)
45°37′ пн. ш. 15°28′ сх. д. / 45.61° пн. ш. 15.46° сх. д.
Пожун (хорв. Požun) — населений пункт у Хорватії, у Карловацькій жупанії у складі міста Озаль.

## Населення
Населення за даними перепису 2011 року становило 35 осіб.
Динаміка чисельності населення поселення: